# Лачовски, Франсиско
Франсиско Лачовски, более известен как Чико Лачовски (порт.-браз. Francisco Lachowski; род. 13 мая 1991, Куритиба, Парана, Бразилия) — модель и манекенщик бразильского происхождения. По версии ведущего портала о моде и стиле, Models.com, Франсиско является иконой современной индустрии моды. 
Он активно сотрудничает с известными домами моды, вроде Armani, Versace, Dolce & Gabbana, Dior, Gucci, Roberto Cavalli, Lacoste и многими другими.

## Ранняя жизнь
Лачовски родился на юге Бразилии, в городе Куритиба, а до восьми лет проживал в Фос-ду-Игуасу. Его отец, Роберто, польского происхождения, в то время как мать, Мария, португальского и немецкого происхождений. У него имеются две старшие сестры, Изабелла и Марсела.

## Карьера
В 2008 году, в Сан-Паулу, Лачовски выиграл в конкурсе Ford Men’s Supermodel of the World, победа в котором дала ему шанс заключить контракт с Ford Models. Впоследствии он принял участие в показах таких домов моды, как Dior, Versace, Dolce & Gabbana, DSquared, Gucci, Roberto Cavalli, Thierry Mugler, Armani и многих других. Также он являлся лицом кампаний DKNY jeans, Lacoste, Armani Exchange, Etro, Dior, DSquared и Mavi Jeans. Вдобавок он появлялся на обложках таких журналов, как Vanity Teen, Homme Essentia, Carbon Copy, Made in Brazil и Chaos, а GQ, V, Vogue и FHM в своих журналах посвятили ему статьи. 
В 2015 году, по версии Models.com, Франсиско был включён в раздел «Иконы индустрии» и «Самые сексуальные мужчины», а в 2016 данный сайт поместил его на первое место в категории «Модель года». 
В 2016 году Франсиско, на ежегодной премии MOTY, победил в категории «Модель Года». 
Летом 2016 года принял участие в съёмках клипа Канье Уэста на трек «Wolves».

## Личная жизнь
Зимой 2013 года Лачовски женился на Джессианн Гравел Беланд, модели франко-канадского происхождения. 
У пары два сына: Мило (род. 25 марта 2013) и Лазло (род. 19 ноября 2016).